# Acanthocercus yemensis
Espèce
Synonymes
- Agama cyanogaster yemenensis Klausewitz, 1954

Statut de conservation UICN

 LC  : Préoccupation mineure
Acanthocercus yemensis est une espèce de sauriens de la famille des Agamidae.

## Répartition
Cette espèce se rencontre en Arabie saoudite et au Nord du Yémen.

## Description
C'est un agame terrestre.

## Étymologie
Son nom d'espèce, composé de yem[en] et du suffixe latin -ensis, « qui vit dans, qui habite », lui a été donné en référence au lieu de sa découverte.

## Publication originale
- Klausewitz, 1954 : Eidonomische Untersuchungen über die Rassenkreise Agama cyanogaster und Agama atricollis. Senckenbergiana Biologica, vol. 35, p. 137-146